# Diurnal phase shift

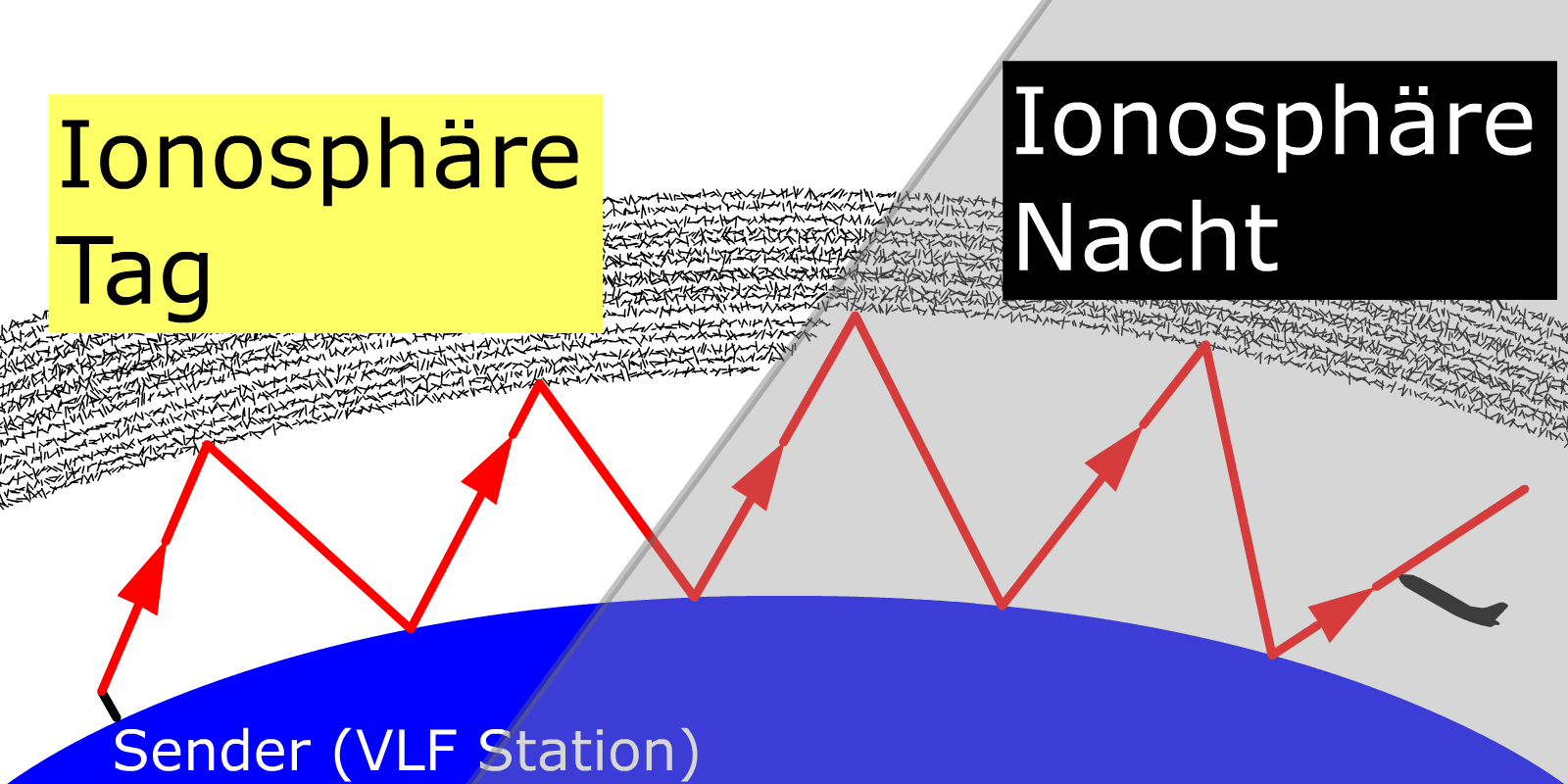
Ausbreitung der Raumwelle an der Tag-Nacht-Grenze

Der Diurnal phase shift (ungebräuchliche deutsche Übersetzung: tageszyklische Phasenverschiebung) ist in der Telekommunikation ein Phänomen, das bei elektromagnetischen Signalen in einem 24-Stunden-Rhythmus (lat. diurnal) zu einer Phasenverschiebung von elektromagnetischen Signalen führt. Diese Phasenverschiebung hängt mit dem täglichen Veränderungen im Aufbau der Ionosphäre zusammen. Die Reflexionseigenschaften der Ionosphäre ändern sich nachts. Grob vereinfacht erfolgt nachts die Reflexion in einer größeren Höhe und ist stärker. Tags ist die Untergrenze der Ionosphäre 80 km hoch und nachts steigt sie auf 100 km an.
Unabhängig davon kann die  Ausbreitung von Funkwellen durch tiefreichende Ionisierung der Erdatmosphäre (z. B. nach Sonneneruptionen) gestört werden.
Praktische Bedeutung hat die Phasenverschiebung für den Langwellenrundfunk, wegen seiner großen Reichweite der bei Nacht auftretenden Raumwelle. Auch das mit Längstwellen arbeitende Omega-Navigationsverfahren (heute abgeschaltet) wurde von dieser Phasenverschiebung beeinflusst. Da Langwellen und Längstwellen wegen ihrer großen Reichweite die Tag-Nacht-Grenze überschreiten und die Ionosphäre wegen der Sonneneinstrahlung tags eine andere Höhe und Reflexionseigenschaft hat, als in der Nacht, kommt es genau hier zu einer nur schwer zu berechnenden Phasenverschiebung.
Die größten Änderungen treten gewöhnlich während des Sonnenaufgangs oder Sonnenuntergangs an kritischen Punkten entlang des Ausbreitungspfades der elektromagnetischen Strahlen auf. 
In Kommunikationskabeln kann es wegen des Tagesrhythmus der täglichen Temperaturschwankungen zu deutlichen Phasenverschiebungen kommen, die allerdings nichts mit der Ionosphäre zu tun haben.